# 圣保禄门

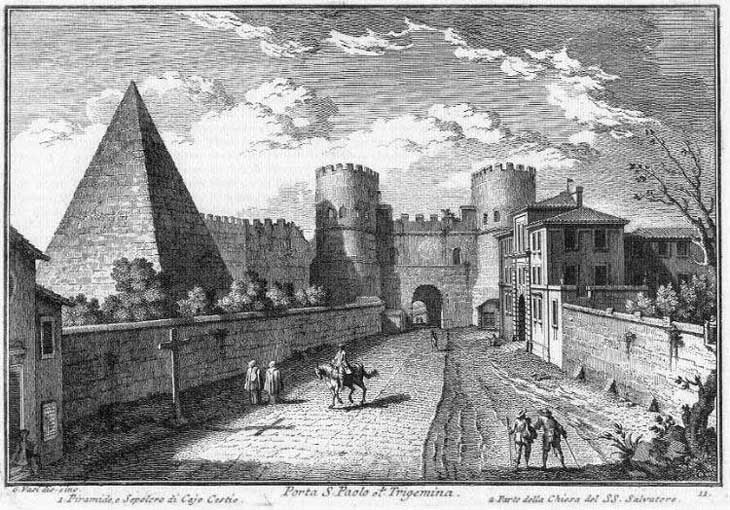
圣保禄门和塞斯提伍斯金字塔，18世纪

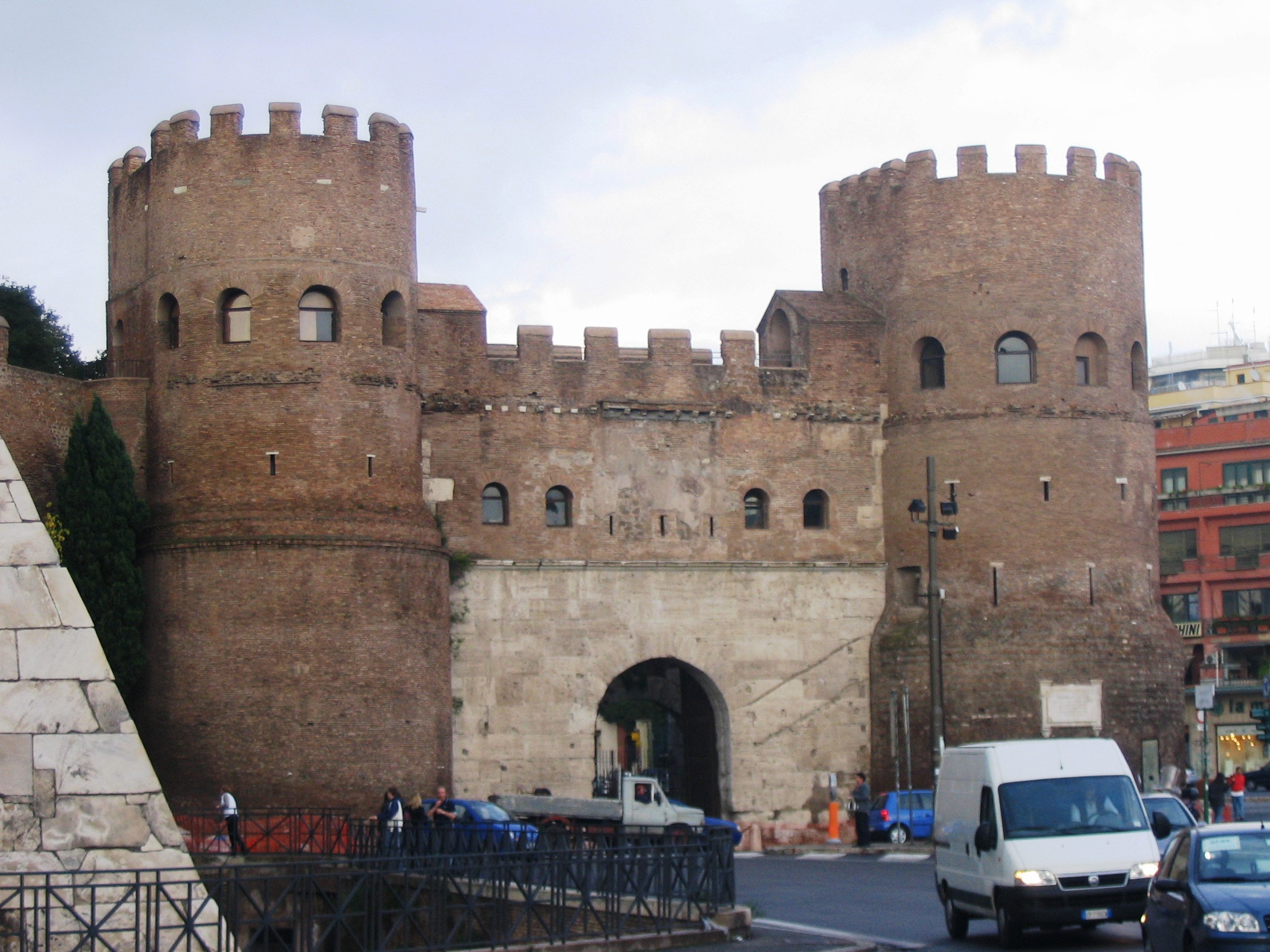
城门已经脱离奥勒良城墙，看起来像是一座有两塔的城堡

圣保禄门（Porta San Paolo）是罗马建于3世纪的奥勒良城墙南侧的城门之一。门楼内设有Ostiense 博物馆，其西侧是埃及式样的塞斯提伍斯金字塔，以及罗马非天主教徒公墓。 

## 历史
这座城门的拉丁语原名是奥斯蒂亚门（Porta Ostiensis），因为它位于连接罗马和奥斯蒂亚的重要的主干道奥斯蒂亚大道的起点。它被重新命名为圣保禄门，因为它是从罗马前往城外圣保禄大殿的出口。
这座城门的结构是由马克森提乌斯建造，门楼两侧是两个圆柱形塔楼，有两个入口。在4世纪，两个塔由弗拉维乌斯·奥古斯都·霍诺留提高。拜占庭人占领罗马城时，贝利撒留（530 - 540）又在其前方修建了第二道城门。
549年，罗马被围困；東哥德人托提拉通过此门进城，驱赶了贝利撒留和拜占庭人。1943年9月10日，義大利與盟國停戰商定两天后，意大利军方和民间力量试图阻止德国占领罗马，人员伤亡570人。